# Décimo quarto Concílio de Toledo
O Décimo quarto Concílio de Trento foi um concílio regional que se reuniu em Toledo em 684.
Os trabalhos do Décimo terceiro Concílio de Toledo encerram em 13 de Novembro de 683, e pouco depois chegou à cidade um enviado do Papa Leão II com diversas cartas para o rei Ervígio, para o conde Simplício, para todos os bispos e para o Metropolita de Toledo, pelas quais os convidava a todas a aceitar as resoluções do III Concílio de Constantinopla (VI Concílio Ecuménico), que condenara o monotelismo. Dever-se-ia ter celebrado um novo concílio, mas por se ter recentemente terminado um convocou-se apenas um sínodo dos bispos da Cartaginense.
O sínodo ficou conhecido como XIV Concílio de Toledo e teve lugar entre  14 de Novembro e 20 de Novembro de 684. Assistiram todos os bispos da Cartaginense e os metropolitas das outras províncias, além de um bispo da Tarraconense, outro da Narbonense e outro ainda da Galécia. Os respectivos sínodos provinciais tinham aprovado as resoluções do VI Concílio Ecuménico, o que foi reiterado por este XIV Concílio.